# دومينيك دالي
دومينيك دالي (بالإنجليزية: Dominic Dale)‏ هو لاعب سنوكر بريطاني، ولد في 29 ديسمبر 1971 في كوفنتري في المملكة المتحدة.

## روابط خارجية
- دومينيك دالي على موقع AZBilliards.com (الإنجليزية)
- دومينيك دالي على موقع CueTracker.net (الإنجليزية)
- دومينيك دالي على موقع بطولة العالم للسنوكر (الإنجليزية)